# Stuart Little 2 (игра)
Stuart Little 2 — компьютерная игра 2002 года, разработанная компанией Magenta Software и издана Sony Computer Entertainment Europe. Официальный релиз игры в США состоялся 17 июля 2002 года, в европейских странах — 19 июля 2002 года. В том же году игра Stuart Little 2 вышла на Game Boy Advance, но с меньшим количеством уровней и сильно упрощённым игровым процессом. Разработкой этого варианта игры занималась компания Activision. Была ещё и версия игры для PC (на DVD-диске, если ставить на PC, то будут демо-версия Stuart Little 2 и один уровень под названием «Roff Skate»).
Также существует версия игры для PSP, полностью идентичная оригинальной версии для первой PlayStation. Игра была продана под упаковкой Greatest Hits 23 мая 2003 года и под упаковкой Platinum 18 июля 2003 года.
Сюжет игры полностью идентичен сюжету второй части одноимённого художественного фильма про похождения мышонка Стюарта.

## Игровой процесс
Игра представляет собой трёхмерный платформер. Мышонок Стюарт Литтл управляется игроком, перемещается по различным локациям, подбирает ценные вещи и противостоит мелким врагам (это могут быть насекомые, птицы, членистоногие, роботы, в зависимости от локации, в которой игрок сейчас находится). Всего игрок может подобрать несколько видов вещей. Почти все они предназначаются для получения драгоценных колец:
- Рыбные бисквиты. На каждом уровне Стюарт подбирает рыбные бисквиты — корм для домашнего кота Снежка. Бисквиты выполнены по форме рыбы и окрашены в жёлтый цвет. Всего их 80 штук на каждом уровне. Если игроку удастся собрать 60 таких бисквитов из 80 строго в одной локации, он может отнести их в красную миску с едой, и после этого игрок награждается драгоценным кольцом. Для достижения 100% прохождения локации можно собирать и оставшиеся 20.
- Снаряды. Снаряды в игре предназначены для временного уничтожения Стюартом врагов на дальних расстояниях. В разных локациях они имеют разный вид (это могут быть шарики, банки, ягоды, пробки). Максимально доступное количество снарядов в запасе у героя — 99, после этой цифры арсенал уже не пополняется.
- Чемоданы. Чемоданы в игре могут быть разного цвета и с разным содержимым. В красных чемоданах (открываются только при броске снаряда) Стюарт может найти 1-2 сердечка (восполнение жизней, причём минимальное число жизней в игре — 1, максимальное число из возможных — 99), в зелёных чемоданах (открываются либо вращением, либо броском снаряда) содержится мороженое для восполнения утраченных поджизней персонажа. Синие чемоданы содержат мороженое для увеличения числа поджизней с 3 до 5. Золотые чемоданы являются особыми: для того чтобы их открыть, игроку нужно найти золотой ключ, спрятанный в глубине локации. В золотых чемоданах находится драгоценное кольцо.
- Кубики. Зелёный кубик с изображением лица Стюарта Литтла. Если игрок соберёт все шесть разбросанных по локации кубиков, он сможет пройти по этим кубикам как по лестнице и забрать драгоценное кольцо.
- Хлопушка. Если игрок подобрал хлопушку, то в галерее игры открывается небольшой кинематографический видеоролик, являющийся фрагментом какой-либо сцены из фильма «Стюарт Литтл 2». В самом начале игры игроку для просмотра в галерее доступен только один ролик — заставка производящей компании Magenta Software, а остальные ролики заблокированы (перечёркнуты). Но в дальнейшем, с переходом на другие уровни и при подбирании хлопушек, игрок открывает доступ к другим видеофрагментам.
- Драгоценное кольцо. Драгоценные кольца в игре нужны для открытия новых уровней и увеличения процентного значения прогресса игры и, в конечном итоге, для достижения основной её цели. Одно из колец в игре находится в открытом доступе: игрок может найти и взять его без выполнения каких-либо предварительных заданий. Открытие новых локаций игры зависит от количества колец, собранных Стюартом на предыдущих уровнях.
- Кошачья лапа. Пиктограмма кошачьей лапы белого цвета с предварительного согласия игрока перебрасывает Стюарта к коту Снежку. Кот, в свою очередь, заочно переносит Стюарта на новые локации.
- Точка рестарта. Выполненная в виде ромба жёлтого цвета с изображением Стюарта, пиктограмма выполняет функции контрольной точки: в случае смерти персонажа, при сохранении и загрузке игры Стюарт начинает перемещение по локации строго с этой точки.

В процессе игры Стюарт Литтл может выполнять особые движения: ползать, отодвигать объекты, лазить по стенам с изображением лап, бросать снаряды, вращаться, нажимать на кнопки, перемещаться по тросу, воздушному шарику, ускоряться, плавать глубоко под водой. При прыжке или падении с большой высоты, а также при смерти от ударов врагов, Стюарт теряет от одной до двух поджизней, при отсутствии таковых — одну целую жизнь. При полной или частичной потере целых жизней Стюарт хватается за голову и произносит фразу «Oh, dear» (англ. «О, Господи!»).
При полной потере жизней Стюартом на экране появляется заставка с титром «Хотите ли вы продолжать?». При её демонстрации у игрока есть выбор: или продолжить игру с тремя целыми жизнями с ручным выбором локации у Снежка (выбрав «да»), или выбрать «нет» и уйти в главное меню.

## Сюжет
По мотивам фильма «Стюарт Литтл 2». Действие игры происходит в Нью-Йорке, на острове Манхэттен. Мышонок Стюарт Литтл, усыновлённый семьёй Литтлов, теперь учится в школе и играет в школьной футбольной команде, но ему не с кем играть, поскольку у Джорджа появился новый друг. Но очень скоро в его жизни всё меняется. Стюарт знакомится с канарейкой по имени Маргало. Вскоре они становятся лучшими друзьями. Правда, у птички есть один секрет от друга: злобный Сокол, от которого он её спас, на самом деле является её опекуном, и в обмен на это она крадёт для него драгоценности. Вскоре ей приходится украсть кольцо мамы Стюарта, поскольку Сокол пригрозил ей, что убьёт его, если она откажется. Под страхом своей смерти она скоро исчезает.
Игра начинается с видеоролика, действие которого разворачивается ранним утром, когда Стюарт Литтл просыпается и находит на комоде письмо от Маргало. В этом письме она говорит о том, что злобный Сокол собирается похитить и убить их, словом — ей нужна большая помощь в решении этой проблемы. После этого игрок вживается в роль мышонка, который должен выжить и наказать сокола, приносящего неприятности маленькой птичке.
Основные цели игры — расправиться с грозным Соколом, сохранить жизнь себе и своим друзьям и вернуть все драгоценности в дом.

## Отзывы и критика
| Сводный рейтинг | Сводный рейтинг |
| Агрегатор       | Оценка          |
| --------------- | --------------- |
| GameRankings    | 65,86 %         |

Игра получила в основном положительные отзывы. Так, на сайте IGN игра получила оценку 7/10 (семь из десяти). Игра получила рейтинги 6 из 10 — за графику, 6 из 10 — за звук, 7,5 — за геймплей. На сайте GameVortex игра получила оценку 90/100, а GameSpot поставил игре оценку 5,3 из 10.

## Последующие игры
В 2005 году Magenta Software выпустила игру Stuart Little 3: Big Photo Adventure.